# Cantó de Montesquiu
Montesquiu és un cantó del departament francès del Gers amb les següents comunes:
- Armons e lo Cau
- Bars
- Bassoas
- Castèthnau d'Anglés
- Cortías
- Estipuèi
- Gasatz e Vacarissa
- L'Isla
- Aus Litges
- Mascaràs
- Montclar sus l'Òssa
- Montesquiu
- Moishers
- Peirussa Grana
- Peirussa Vielha
- Poilobon
- Sent Cristau

## Història
| Data d'elecció                           | Identitat        | Partit | Qualitat |
| ---------------------------------------- | ---------------- | ------ | -------- |
| 1988-1994                                | Robert Perrussan | PS     |          |
| 1994-2001                                | Roland Sordes    | RPR    |          |
| 2001-                                    | Robert Perrussan | PS     |          |
| les dades anteriors no són pas conegudes |                  |        |          |
|                                          |                  |        |          |

## Demografia
| 1962  | 1968  | 1975  | 1982  | 1990  | 1999  | 2006  |
| ----- | ----- | ----- | ----- | ----- | ----- | ----- |
| 3.319 | 3.711 | 3.365 | 3.261 | 3.108 | 2.893 | 2.964 |